# Wiktor Skworc

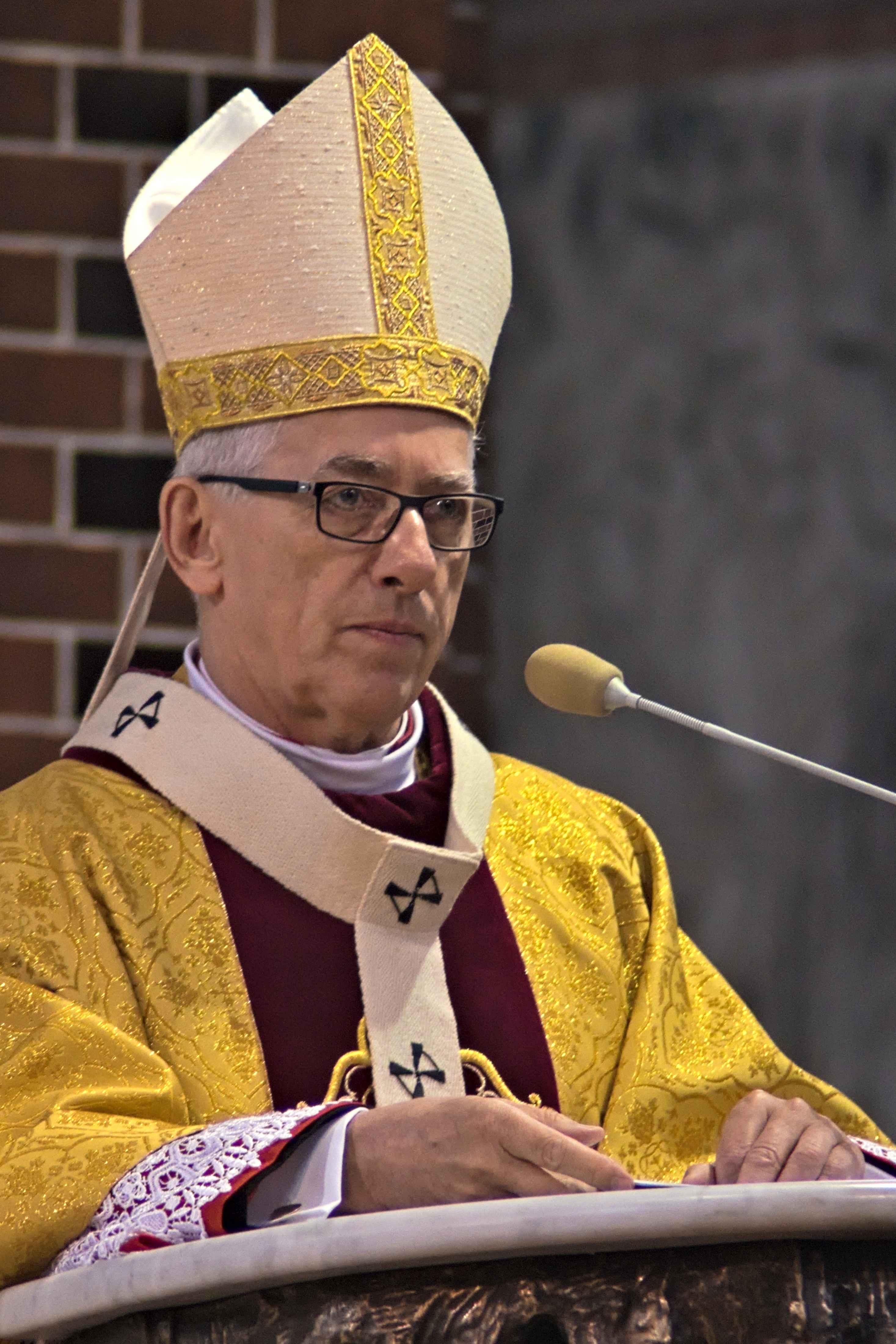
Wiktor Skworc, 2020

Wappen als Erzbischof von Kattowitz

Wiktor Paweł Skworc (* 19. Mai 1948 in Bielszowice, Woiwodschaft Schlesien, Polen) ist ein polnischer Geistlicher und emeritierter römisch-katholischer Erzbischof von Kattowitz.

## Leben
Nach dem Abitur am Gymnasium von Ruda Śląska 1966 studierte Skworc Katholische Theologie und Philosophie in Krakau. In seinem Praktikumsjahr arbeitete er in der Kohlengrube von Ruda Śląska. In seinem Diakonatsjahr betreute er polnische Jugendliche in Dresden und Leipzig. Am 19. April 1973 empfing er durch den Bischof von Kattowitz, Herbert Bednorz, die Priesterweihe. 1975 bis 1980 war er persönlicher Sekretär von Bischof Herbert Bednorz. 1992 wurde er Generalvikar des Kattowitzer Erzbischofs Damian Zimoń. Im Jahr 1995 promovierte er in den Geisteswissenschaften an der Christlichen Theologischen Akademie in Warschau.
Am 13. Dezember 1997 ernannte ihn Papst Johannes Paul II. zum Bischof von Tarnów und spendete ihm am 6. Januar 1998 im Petersdom die Bischofsweihe; Mitkonsekratoren waren die Kurienerzbischöfe Giovanni Battista Re und Jorge María Mejía. Am 25. Januar 1998 wurde er in der Kathedrale von Tarnow in sein Amt eingeführt.
In der Polnischen Bischofskonferenz war Skworc Vorsitzender des Rates für Wirtschaftsangelegenheiten und Vorsitzender der Kommission für die Missionen. Er war auch Vorsitzender des Ausschusses für die Beziehungen der Polnischen Bischofskonferenz mit der Deutschen Bischofskonferenz.
Papst Benedikt XVI. berief ihn zum Mitglied der Kongregation für die Evangelisierung der Völker und ernannte ihn am 29. Oktober 2011 zum Erzbischof von Kattowitz. Skworc gilt als Sympathisant der nationalkonservativen Partei PiS.
Nach einer Untersuchung mutmaßlicher Verfehlungen des Erzbischofs im Umgang mit Missbrauchsfällen in seinem früheren Bistum Tarnów bat dieser 2021 Papst Franziskus um die Ernennung eines Koadjutorerzbischofs und legte seine Mitgliedschaft im ständigen Rat der polnischen Bischofskonferenz und den Vorsitz in der Seelsorgekommission nieder. Ihm wurde vorgeworfen, pädophile Verbrechen eines Priesters nicht an die Staatsanwaltschaft gemeldet, sondern ihn in eine katholische Pfarrgemeinde in der Westukraine abgeschoben zu haben, wo dieser rückfällig geworden sei.
Papst Franziskus nahm am 31. Mai 2023 das von Wiktor Skworc aus Altersgründen vorgebrachte Rücktrittsgesuch an.